# Apantesis ochracea
Apantesis ochracea là một loài bướm đêm thuộc phân họ Arctiinae, họ Erebidae.